# Intertropiska konvergenszonen

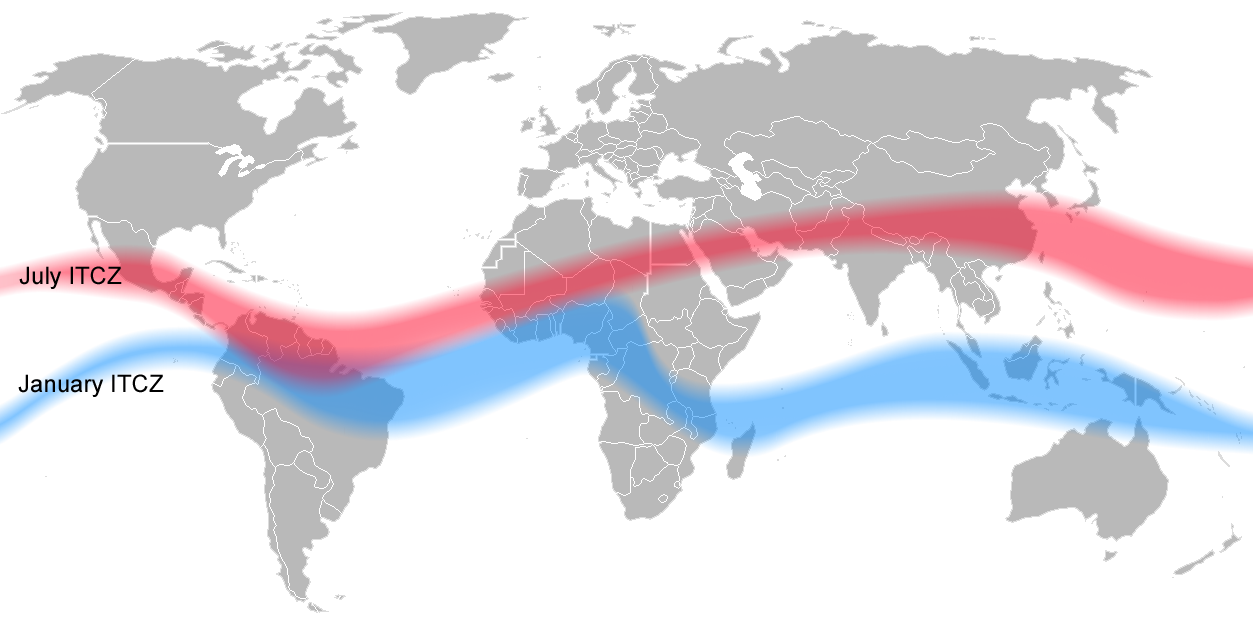
Intertropiska konvergenszonen i juli (röd) och i januari (blå)

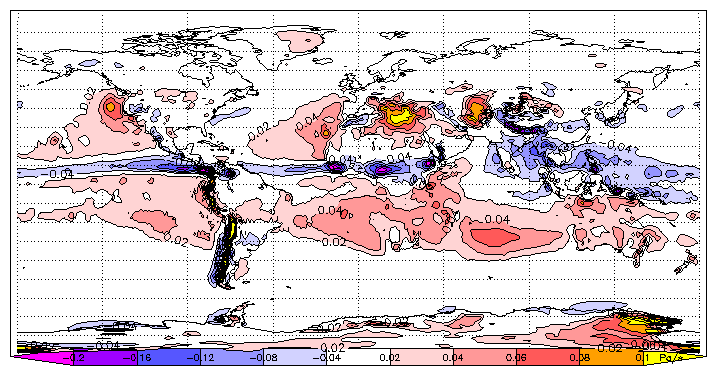
Genomsnittligt vertikal dynamik i atmosfären under perioden 1979–2001. Blått representerar stigande och rött sjunkande luft.
Karta: William M. Connolley. (GFDL)

Den intertropiska konvergenszonen (ITCZ) eller ekvatoriella konvergenszonen är ett område nära ekvatorn där passadvindar möts från jordens norra och södra halvklot. De mötande vindarna får luften att stiga, vilket bildar rikligt med moln, ofta återkommande åskväder och kraftig nederbörd. I området finns även ett stiltjebälte över haven, där vindarna är särskilt svaga.
Zonen förflyttar sig norrut och söderut i takt med årstiderna och solens gång. Variationen i latitud är särskilt påtaglig över Indiska oceanen.
som omger jorden vid ekvatorn. Den bildas då varm, fuktig luft stiger ovanför och under ekvatorn och pressas åt norr respektive söder högt upp i jordens atmosfär.
Luften dras in i zonen genom cirkulationen i Hadleycellen, det makroskopiska luftsystem som ligger norr och söder om ekvatorn. Konvektionen i zonen orsakar nederbörd 200 dagar om året.
Zonens exakta läge varierar med tiden och förskjuts mellan årstiderna. Över land rör sig zonen fram och tillbaka över ekvatorn beroende på solens zenitpunkter. Över haven är zonen stabilare med tydligare gränser och mindre säsongsberoende variationer. 
Det är dessa variationer som är orsaken till de fuktiga respektive torra årstider vid ekvatorn som motsvarar de kalla respektive varma årstiderna på nordliga och sydliga breddgrader. Långsiktiga förändringar av zonen läge orsakar torka respektive översvämning i områden kring ekvatorn.
I den intertropiska konvergenszonen är vindarna relativt måttliga jämfört med passadvindarna i angränsande zoner. Bland sjömän har zonen historisk haft dåligt rykte på grund av stiltjen och det varma och fuktiga klimatet där.